# Liste der Bilderberg-Konferenzen
Nachfolgend sind die Termine und Tagungsorte der seit 1954 regelmäßig stattfindenden Bilderberg-Konferenzen aufgeführt.

## Bilderberg-Konferenzen

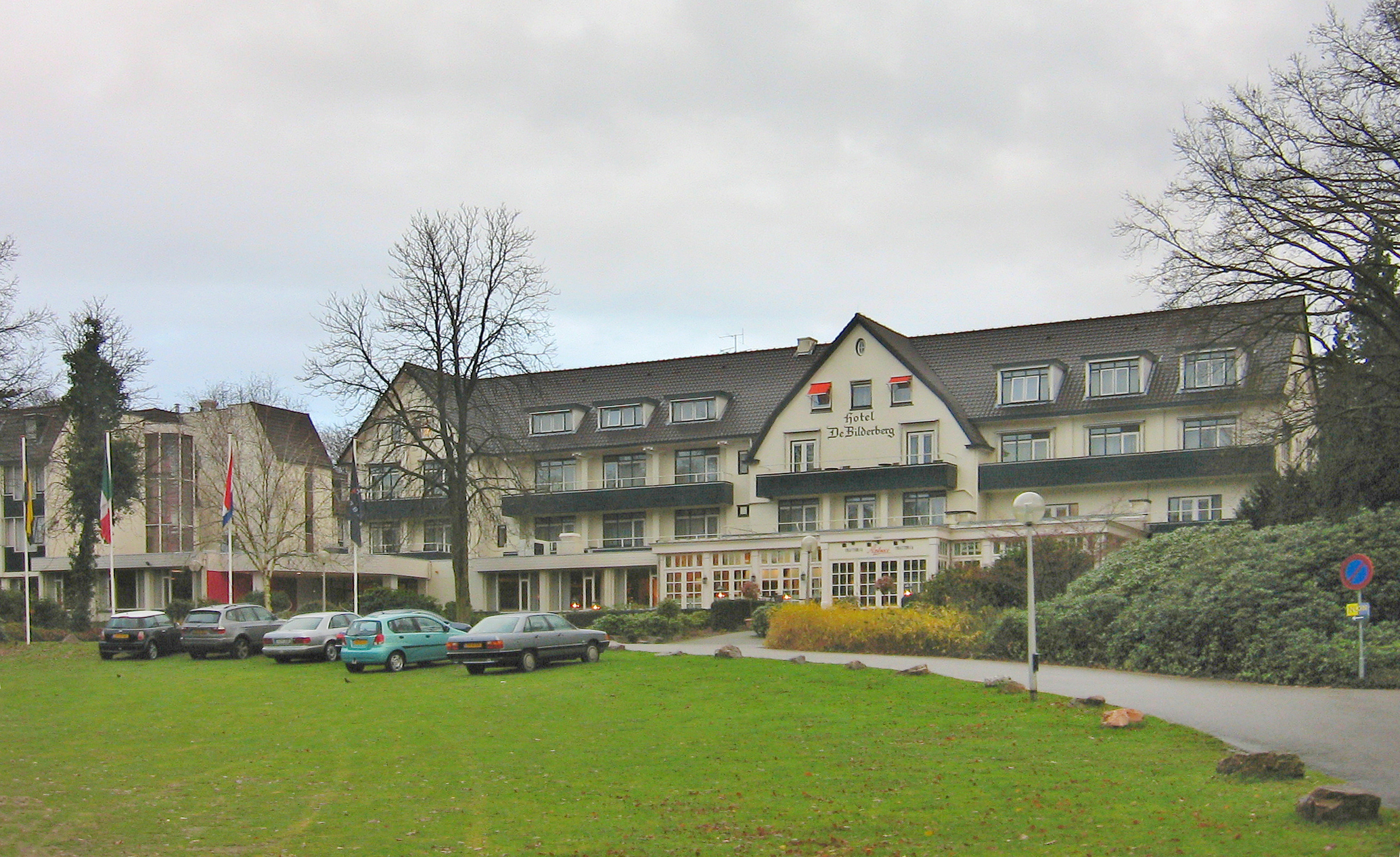
Hotel de Bilderberg in Oosterbeek

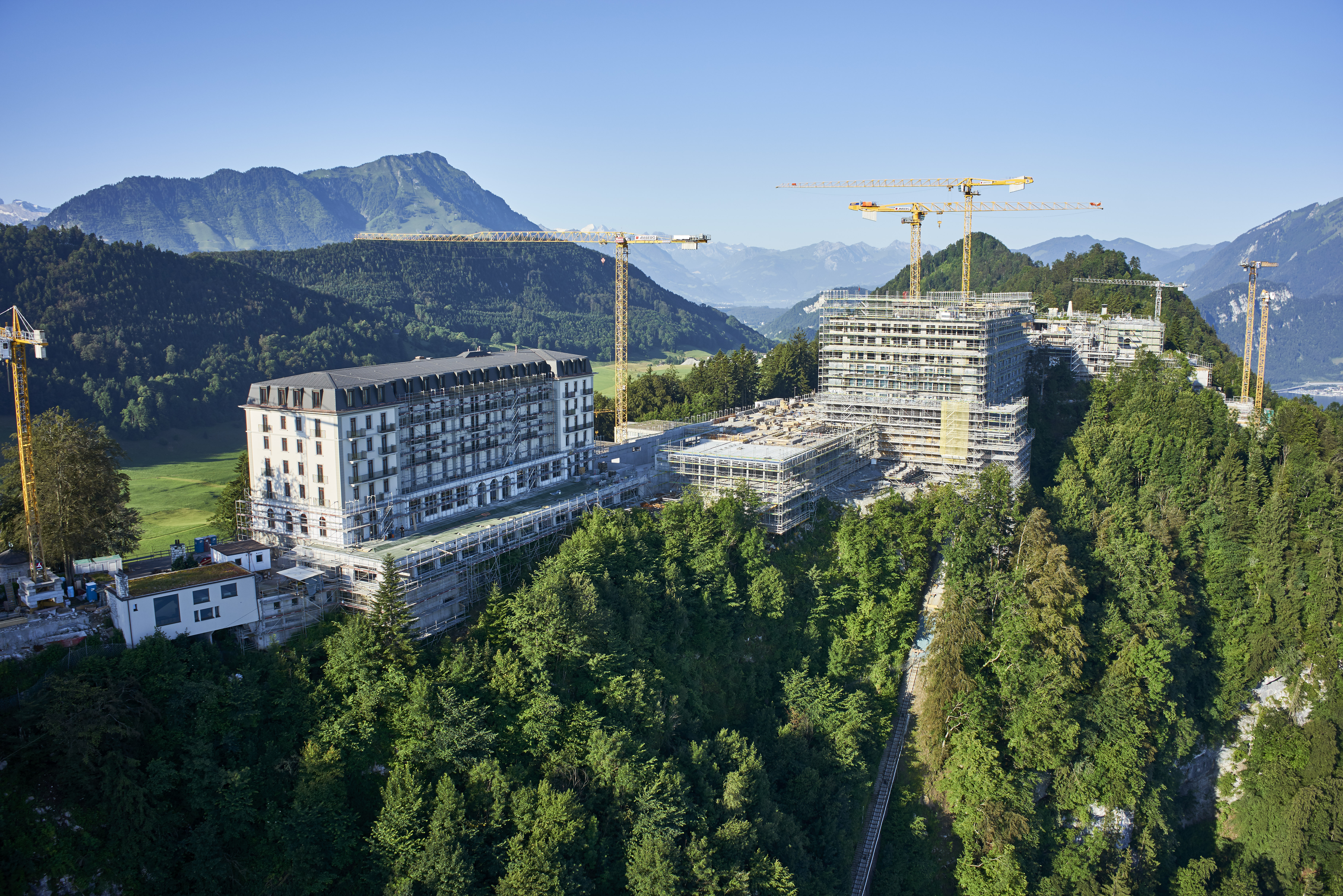
Palace-Hotel Bürgenstock

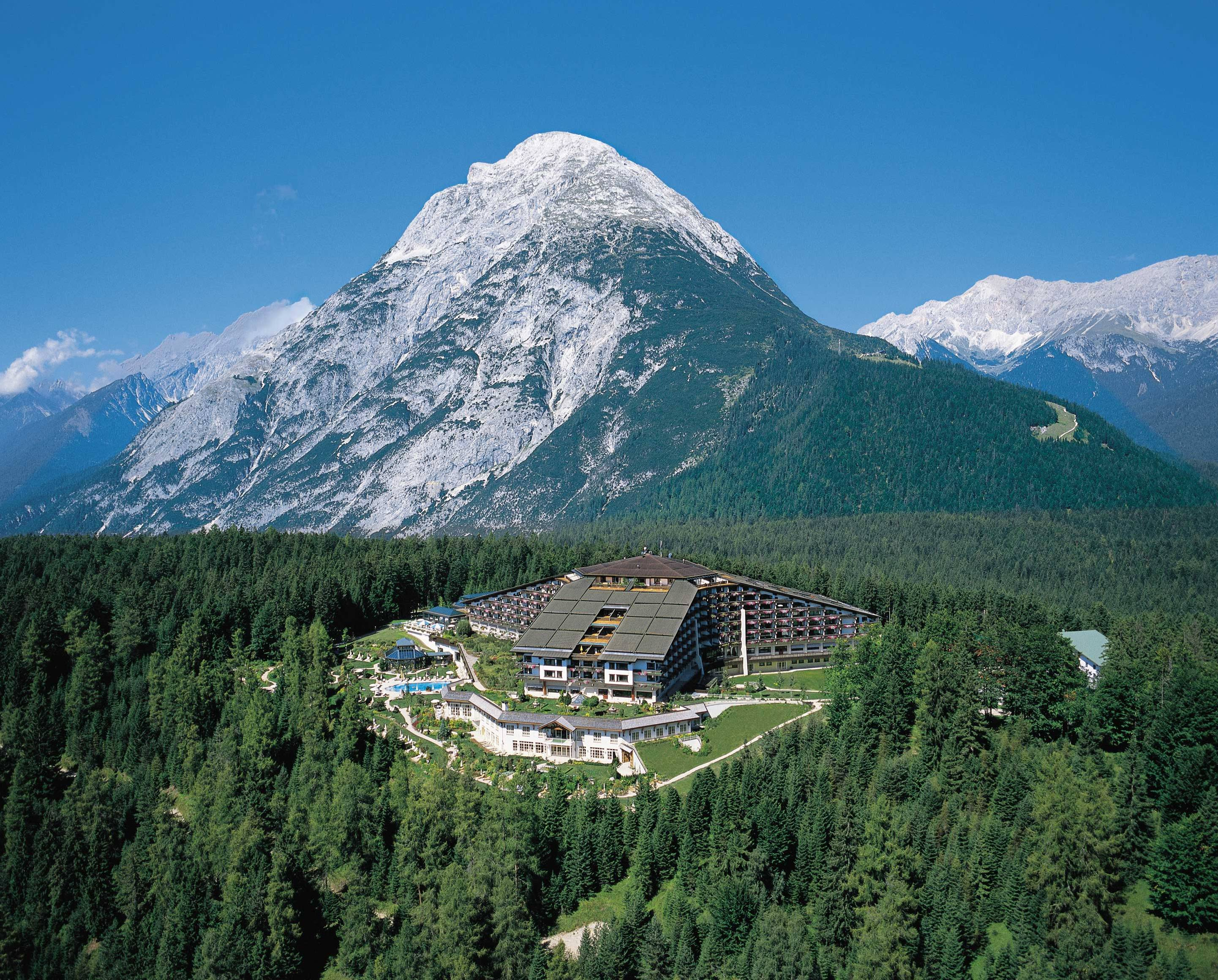
Interalpen-Hotel Tyrol, Telfs

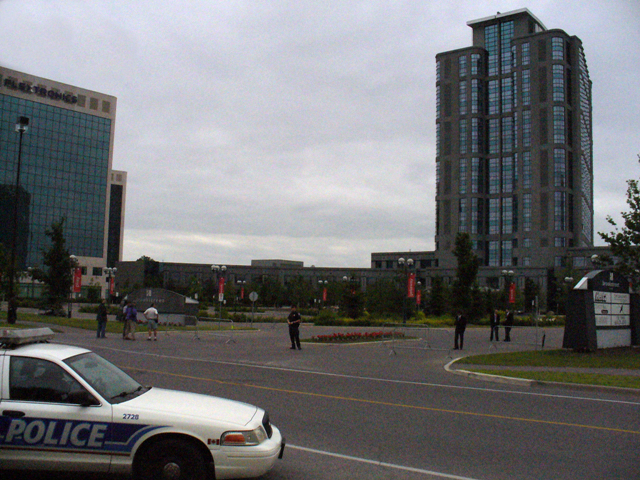
Brookstreet Hotel, Ottawa

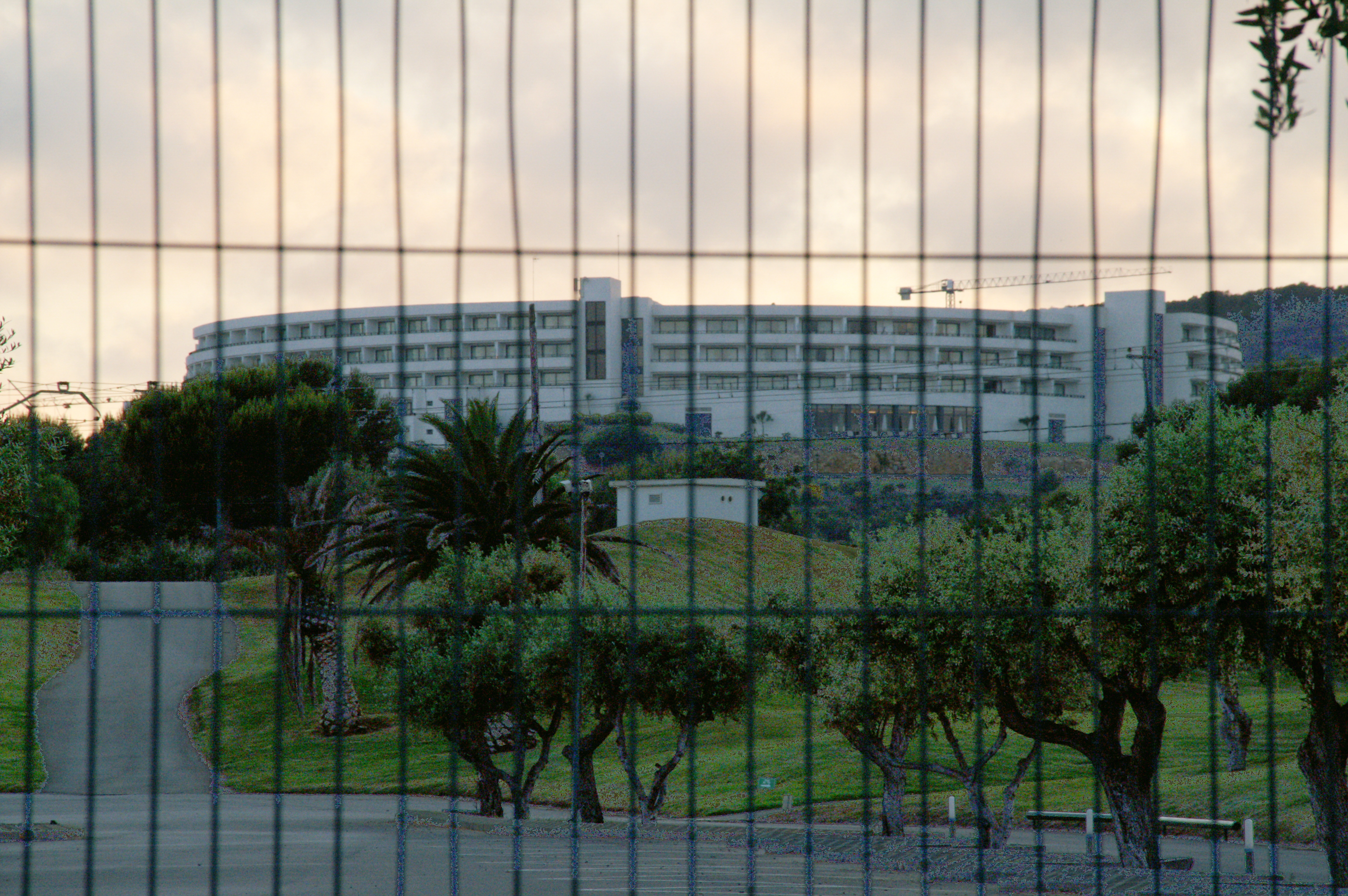
Dolce Sitges Resort, Sitges, Katalonien, Spanien mit Golfplatz Terramar und Zaun im Vordergrund

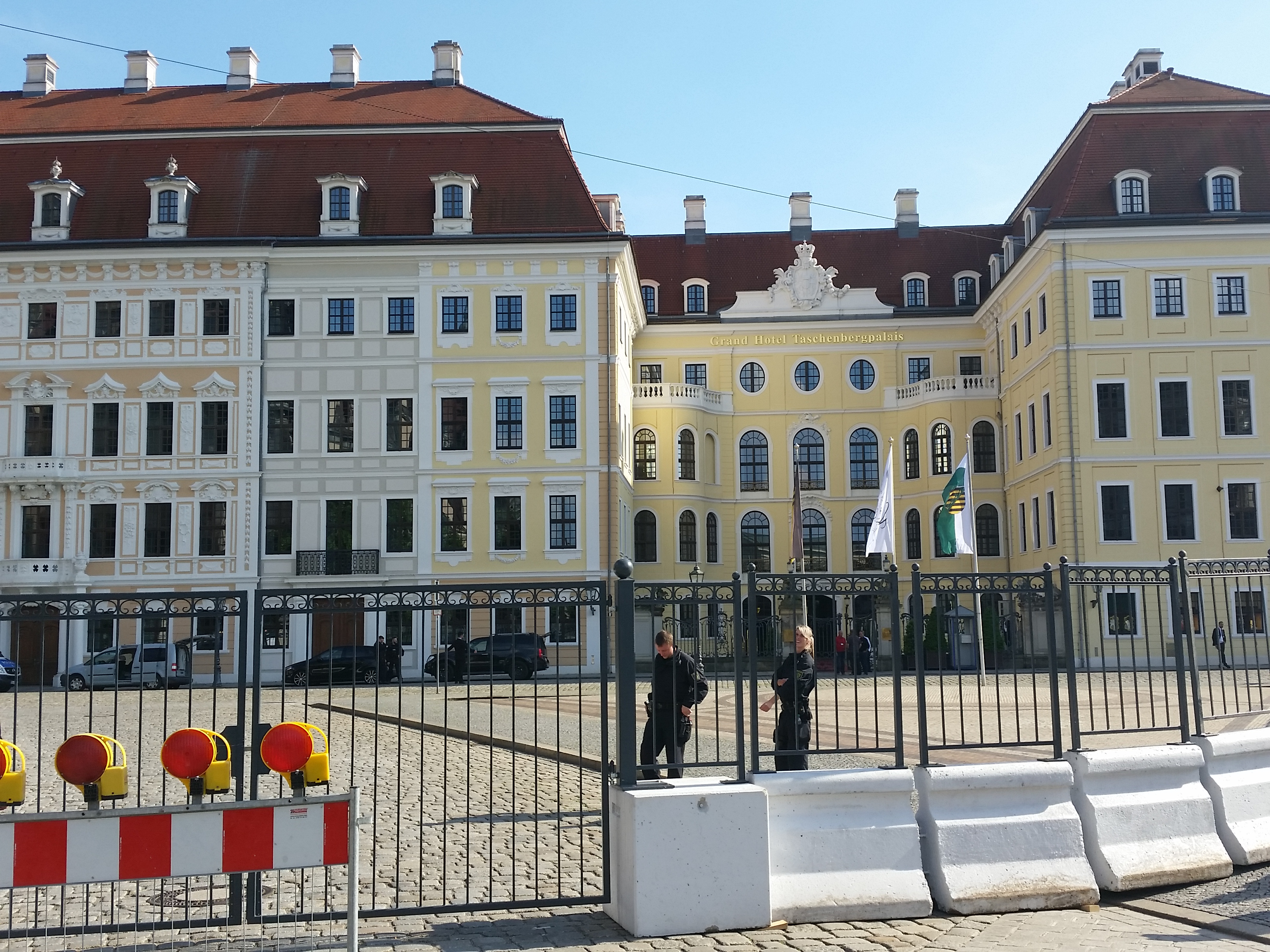
Hotel Taschenbergpalais Dresden, Veranstaltungsort 2016

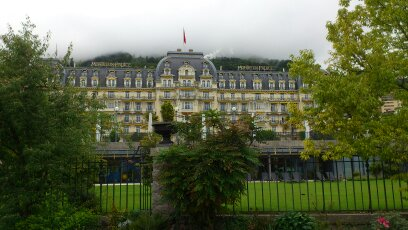
Hotel Montreux Palace in Montreux, Veranstaltungsort 2019

- 1954: vom 29. Mai bis 31. Mai im Hotel de Bilderberg in Oosterbeek, Niederlande
- 1955: vom 18. März bis 20. März in der Hotellerie Du Bas-Breau in Barbizon, Frankreich
- 1955: vom 23. September bis 25. September im Grand Hotel Sonnenbichl in Garmisch-Partenkirchen, Deutschland[1]
- 1956: vom 11. Mai bis 13. Mai im Hotel Store Kro in Fredensborg, Dänemark
- 1957: vom 15. Februar bis 17. Februar im King and Prince Hotel in St. Simons Island, USA
- 1957: vom 4. Oktober bis 6. Oktober im Grand Hotel Palazzo della Fonte in Fiuggi, Italien
- 1958: vom 13. September bis 15. September im The Palace Hotel in Buxton, Großbritannien
- 1959: vom 18. September bis 20. September im Çinar Hotel in Yeşilköy, Istanbul, Türkei

- 1960: vom 28. Mai bis 29. Mai im Palace Hotel in Bürgenstock, Schweiz
- 1961: vom 21. April bis 23. April im Manoir St Castin in Lac-Beauport, Kanada
- 1962: vom 18. Mai bis 20. Mai im Grand Hotel Saltsjöbaden in Saltsjöbaden, Schweden
- 1963: vom 29. Mai bis 31. Mai im Hotel Martinez in Cannes, Frankreich
- 1964: vom 20. März bis 22. März im The Williamsburg Inn in Williamsburg, USA
- 1965: vom 2. April bis 4. April in der Villa d’Este in Cernobbio, Italien
- 1966: vom 25. März bis 27. März im Nassauer Hof Hotel in Wiesbaden, Deutschland
- 1967: vom 31. März bis 2. April in Cambridge, Großbritannien
- 1968: vom 26. April bis 28. April in Mont Tremblant, Kanada
- 1969: vom 9. Mai bis 11. Mai im Hotel Marienlyst in Helsingør, Dänemark

- 1970: vom 17. April bis 19. April im Grand Hotel Quellenhof in Bad Ragaz, Schweiz
- 1971: vom 23. April bis 25. April im Woodstock Inn in Woodstock, USA
- 1972: vom 21. April bis 23. April im La Reserve di Knokke-Heist in Knokke-Heist, Belgien
- 1973: vom 11. Mai bis 13. Mai im Grand Hotel Saltsjöbaden in Saltsjöbaden, Schweden
- 1974: vom 19. April bis 21. April im Hotel Mont d’Arboisin in Megève, Frankreich
- 1975: vom 24. April bis 27. April im Golden Dolphin Hotel in Çeşme, Türkei
- 1976: geplant im The Homestead Hotel, Hot Springs, USA; wegen des Lockheed-Skandals ausgefallen
- 1977: vom 22. April bis 24. April im Paramount Imperial Hotel in Torquay, Großbritannien
- 1978: vom 21. April bis 23. April im Chauncey Conference Center in Princeton, USA
- 1979: vom 27. April bis 29. April im Grand Hotel Sauerhof in Baden bei Wien, Österreich

- 1980: vom 18. April bis 20. April im Dorint Sofitel Quellenhof in Aachen, Deutschland
- 1981: vom 15. Mai bis 17. Mai im Palace Hotel in Bürgenstock, Schweiz
- 1982: vom 14. Mai bis 16. Mai im Rica Park Hotel in Sandefjord, Norwegen
- 1983: vom 13. Mai bis 15. Mai im Château Montebello Hotel in Montebello, Kanada
- 1984: vom 11. Mai bis 13. Mai im Grand Hotel Saltsjöbaden in Saltsjöbaden, Schweden
- 1985: vom 10. Mai bis 12. Mai im Doral Arrowwood Hotel in Rye Brook, USA
- 1986: vom 25. April bis 27. April im Gleneagles Hotel in Gleneagles, Großbritannien
- 1987: vom 24. April bis 26. April in der Villa d’Este in Cernobbio, Italien
- 1988: vom 3. Juni bis 5. Juni im Interalpen-Hotel Tyrol in Telfs-Buchen, Österreich
- 1989: vom 12. Mai bis 14. Mai im Gran Hotel de La Toja auf La Toja, Spanien

- 1990: vom 11. Mai bis 13. Mai im Harrison Conference Center in Glen Cove, USA
- 1991: vom 6. Juni bis 9. Juni im Steigenberger Badischer Hof Hotel in Baden-Baden, Schlosshotel Bühlerhöhe in Bühl, Deutschland
- 1992: vom 21. Mai bis 24. Mai im Royal Club Evian Hotel, Ermitage Hotel in Évian-les-Bains, Frankreich
- 1993: vom 22. April bis 25. April im Nafsika Astir Palace Hotel in Vouliagmeni, Griechenland
- 1994: vom 3. Juni bis 5. Juni im Kalastajatorppa Hotel in Helsinki, Finnland
- 1995: vom 8. Juni bis 11. Juni im Palace Hotel in Bürgenstock, Schweiz
- 1996: vom 30. Mai bis 1. Juni im The Kingbridge Center in King City, Kanada
- 1997: vom 12. Juni bis 15. Juni im Pine Isle resort in Lake Lanier, USA
- 1998: vom 14. Mai bis 17. Mai im Turnberry Hotel in Turnberry, Großbritannien
- 1999: vom 3. Juni bis 6. Juni im Caesar Park Hotel Penha Longa in Sintra, Portugal

- 2000: vom 1. Juni bis 4. Juni im Chateau Du Lac Hotel in Brüssel, Belgien
- 2001: vom 24. Mai bis 27. Mai im Hotel Stenungsbaden in Stenungsund, Schweden
- 2002: vom 30. Mai bis 2. Juni im Westfields Marriott in Chantilly (Virginia), USA
- 2003: vom 15. Mai bis 18. Mai im Trianon Palace Hotel in Versailles, Frankreich
- 2004: vom 3. Juni bis 6. Juni im Grand Hotel des Iles Borromees in Stresa, Italien
- 2005: vom 5. Mai bis 8. Mai im Dorint Sofitel Seehotel Überfahrt in Rottach-Egern, Deutschland
- 2006: vom 8. Juni bis 11. Juni im Brookstreet Hotel in Ottawa, Kanada
- 2007: vom 31. Mai bis 3. Juni im Ritz-Carlton Hotel in Istanbul, Türkei
- 2008: vom 5. Juni bis 8. Juni im Westfields Marriott in Chantilly (Virginia), USA
- 2009: vom 14. Mai bis 17. Mai im Nafsika Astir Palace Hotel in Vouliagmeni, Griechenland

- 2010: vom 3. Juni bis 6. Juni im  Dolce Sitges Resort in Sitges, Katalonien, Spanien[2]
- 2011: vom 9. Juni bis 12. Juni im Suvretta House in St. Moritz, Schweiz[3][4]
- 2012: vom 31. Mai bis 3. Juni im Westfields Marriott in Chantilly, USA[5][6]
- 2013: vom 6. bis 9. Juni im Grove Hotel in Watford, Grafschaft Hertfordshire, Großbritannien[7][8]
- 2014: vom 29. Mai bis 1. Juni im Marriott Hotel in Kopenhagen, Dänemark[9]
- 2015: vom 11. bis 14. Juni im Interalpen-Hotel Tyrol in Telfs-Buchen, Österreich[10][11]
- 2016: vom 9. bis 12. Juni im Taschenbergpalais in Dresden, Deutschland[12]
- 2017: vom 1. bis 4. Juni im Westfields Marriott in Chantilly, USA[13][14]
- 2018: vom 7. bis 10. Juni im NH Torino Lingotto Congress Hotel in Turin, Italien[15]
- 2019: vom 30. Mai bis 2. Juni im Hotel Montreux Palace in Montreux, Schweiz[16]

- 2022: vom 2. bis 5. Juni 2022 im Mandarin Oriental in Washington, D.C., USA[17][18]
- 2023: vom 18. Mai bis 21. Mai im Hotel Pestana Palace in Lissabon, Portugal[19][20]
- 2024: vom 30. Mai bis 2. Juni im Hotel Eurostars Suites Mirasierra in Madrid, Spanien[21]
- 2025: vom 12. bis 15. Juni im Grand Hôtel Stockholm, Schweden[22][23]